# Karel Ptáčník
Karel Ptáčník (* 27. August 1921 in Lundenburg; † 1. Mai 2002 in Prag) war ein tschechischer Schriftsteller.

## Leben
Nach seinem Abitur 1940 nahm er die Stelle eines Angestellten an. Ab 1945 war er beim örtlichen Nationalausschuss tätig, 1956 übernahm er die Funktion des Sekretärs des Schriftstellerverbandes Svaz spisovatelů und redigierte die Zeitschrift Květen (Mai). 1968 engagierte er sich im Prager Frühling. Seine Werke waren daraufhin verboten und er musste eine Stelle bei einer Versicherung annehmen. Erst 1984 durfte er wieder literarisch tätig werden.

## Werke
Seine Bücher schildern, meist mit einem politischen Hintergrund, die Nachkriegszeit. So beschreibt er in seiner Trilogie aus Bruntál (Trilogie z Bruntálska) die Nachkriegsjahre, den Stalinismus und den ungarischen Aufstand.
Deutschsprachige Werke:
- Jahrgang 21 (Ročník 21), (1954), Roman, der die Schicksale und das Leben tschechischer Menschen schildert, die während des Zweiten Weltkrieges in Deutschland als Zwangsarbeiter eingesetzt wurden.